# 長好連
長 好連（ちょう よしつら）は、安土桃山時代から江戸時代初期にかけての武将。長連龍の嫡男。長家第22代当主。弟に長連頼。妻は高源院福（前田利家の娘）。能登福水城主。なお、「好連」という名は父の連龍も初名で名乗っていた。

## 経歴
天正10年（1582年）、長連龍の嫡男として誕生する。幼名は熊松。
慶長3年（1598年）に、前田利家から娘の福（後の高源院）を嫁がせる旨を受け、 入輿、婚礼を整える。 慶長5年8月3日（1600年6月25日）、前田利長の大聖寺攻城に19歳で初陣を飾り、父連龍とともに出馬する。慶長11年（1606年）、連龍が老年を理由に隠居したため、好連が24歳で家督を相続する。 慶長12年（1607年）の駿府城普請の際、利長の名代として駿府へ赴き、御用を勤めた。 慶長15年（1610年）に尾張名古屋城普請の御用を任されるが、自身は病気のため辞退した。
慶長16年9月16日（1611年10月11日）、父に先立って死去し、田鶴浜の東嶺寺に埋葬された。享年30。法号は南涌院。子はなく、弟に連頼（当時6歳）がいたが、家督は父の連龍が復帰して継いだ。また、未亡人となった福（高源院）は後に中川光忠と再婚した。